# Tombe 23 d'Amarna
La tombe 23 d'Amarna est l'une des tombes du Sud à Amarna, en Égypte. Il est la sépulture d'Any, dont les titres sont, Scribe royal, Scribe de la table d'offrandes d'Aton, Intendant du domaine d'Âakhéperourê (nom de Nesout-bity d'Amenhotep II),.

## Caractéristiques architecturales
L'entrée n'est pas terminée, mais la conception devait inclure un portique. Cette fonctionnalité devait être exécutée sous la forme de deux porches séparés de chaque côté de l'entrée à colonnades. Le portail montre des scènes montrant le roi et la reine accompagnés de trois filles. Des cartouches se retrouvent sur les chambranles des portes indiquant que la tombe a été inscrite après l'an 9 d'Akhenaton.
La version plus courte du Grand Hymne à Aton apparaît dans l'entrée. L'hymne est suivi du nom et des titres d'Any. On dit qu'il est :

« L'intime du Roi, que le seigneur aime, le favori que le Seigneur des Deux Terres a créé par sa bonté, qui a atteint la récompense bénie par la faveur du Roi, le scribe agissant du Roi, aimé de lui. Scribe de l'Autel du Seigneur des Deux Terres, Scribe de la Table d'Offrande d' Aton à Akhetaton, Intendant de la maison du Roi Âakhéperourê, Any. »

La conception du couloir de la tombe ressemble à certaines des tombes du groupe nord. Il a deux porches inachevés de chaque côté de la porte et n'est que partiellement décoré. Les murs ne sont pas décorés mais une corniche colorée longe le haut du mur.
Le puits funéraire est creusé dans le sol du couloir. Une porte sur le mur du puits donne accès à une pièce qui s'étend sous le sanctuaire dans la tombe. Le sanctuaire contient une statue du défunt assis sur une chaise. Il est assis sur une plate-forme et il y a un ensemble de chaises menant à la plate-forme. Dans ce cas, c'est bien le défunt qui est vénéré et non le Roi ou des Dieux.

## Stèles votives
Lorsque la tombe a été dégagée pour la première fois par Alexandre Barsanti en 1891, six stèles données par des fonctionnaires et un frère d'Any pour l'enterrement ont été découvertes.
| Pakha        | Superviseur des travaux | Pakha présente Any avec un bouquet de fleurs de lotus                                                                         | Steindorff lit les noms comme Pa-kharu« le Syrien »                                                             |
| Nebwaoui     | Scribe                  | La stèle montre deux registres. En haut, Nebwawi est affiché avant Any. En bas Nebwawi offre un bœuf,.                        | |
| Any-men      | Serviteur               | Any est assis sur une chaise devant une porte grillagée qui mène au sanctuaire. Any-men lui présente une grande jarre de vin. | |
| Thaï         | Aurige du scribe royal  | La stèle représente Any dans un char avec Thay.                                                                               | La seule stèle à ne pas prévoir le Ka de Any.                                                                   |
| [Ptah ? ]May | Son frère               | [Ptah]May se tient devant Any assis.                                                                                          | Les signes avant May ont été effacés. Davies mentionne que la lecture « le scribe May » est également possible. |
| Ay           | Serviteur               | Ay présente Any avec un bouquet de fleurs de lotus                                                                            | |